# Архангельское (Костанайская область)
Архангельское (каз. Архангельск) — село в Денисовском районе Костанайской области Казахстана. Входит в состав Архангельского сельского округа. Находится примерно в 47 км к северу от районного центра, села Денисовка. Код КАТО — 394033200.
В 1 км к югу находится озеро Киргизское.

## Население
В 1999 году население села составляло 543 человека (287 мужчин и 256 женщин). По данным переписи 2009 года, в селе проживало 446 человек (227 мужчин и 219 женщин).